# Francesco di Paola Cassetta
Francesco di Paola Cassetta, italijanski rimskokatoliški duhovnik, škof in kardinal, * 12. avgust 1841, Rim, † 23. marec 1919.

## Življenjepis
10. junija 1865 je prejel duhovniško posvečenje.
2. decembra 1884 je bil imenovan za naslovnega škofa palestinskega Amatusa; škofovsko posvečenje je prejel 21. decembra istega leta.
25. novembra 1887 je bil imenovan za naslovnega nadškofa Nikomedije, 29. novembra 1895 za patriarha.
18. junija 1899 je bil povzdignjen v kardinala in imenovan za kardinal-duhovnika S. Crisogono.
Pozneje je bil imenovan za:
- kardinal-duhovnika Ss. Vito, Modesto e Crescenzia (28. aprila 1902),
- kardinal-škofa Sabine (27. marec 1905),
- prefekta Kongregacije za študije (3. junij 1911),
- kardinal-škofa Frascatija (27. november 1911) in
- prefekta Zbora Rimske kurije (10. februar 1914).